# Albatross (Schiff, 1908)
Die Albatross war ein Minenkreuzer der deutschen kaiserlichen Marine; sie gehörte zur Nautilus-Klasse.

## Einsatzkonzept
Die Albatross und ihr Schwesterschiff Nautilus wurden aufgrund der Erfahrungen des Russisch-Japanischen Kriegs 1904/05 und einer Neubewertung des Minenkriegs entworfen. Seeminen, so die Erfahrungen, stellten kein reines Defensivmittel mehr dar, sondern konnten auch erfolgreich als Offensivwaffe eingesetzt werden. Beide Schiffe waren dazu konzipiert, im Verband der Hochseeflotte mitzufahren und im Fall eines taktischen Rückzuges hinter der eigenen Flotte Minensperren zu werfen, auf die verfolgende feindliche Schiffe auflaufen sollten, bzw. Offensivsperren in den Anfahrtswegen feindlicher Häfen zu legen. Deshalb wurden sie nicht als Minenleger, sondern als Minenkreuzer klassifiziert. Das Schiff selbst sollte nicht offensiv tätig sein und erhielt deswegen mit acht 8,8-cm-Geschützen zur Selbstverteidigung gegen leichte Seestreitkräfte eine vergleichsweise schwache artilleristische Armierung.

## Geschichte

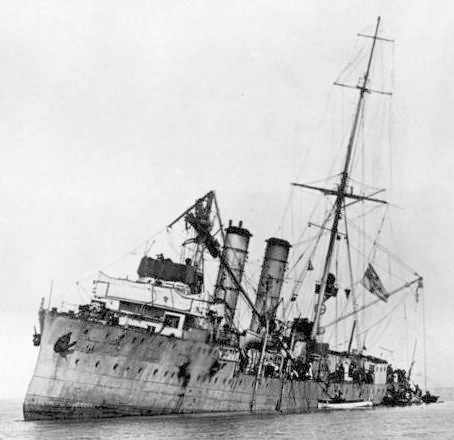
Die Albatross auf Grund vor Gotland

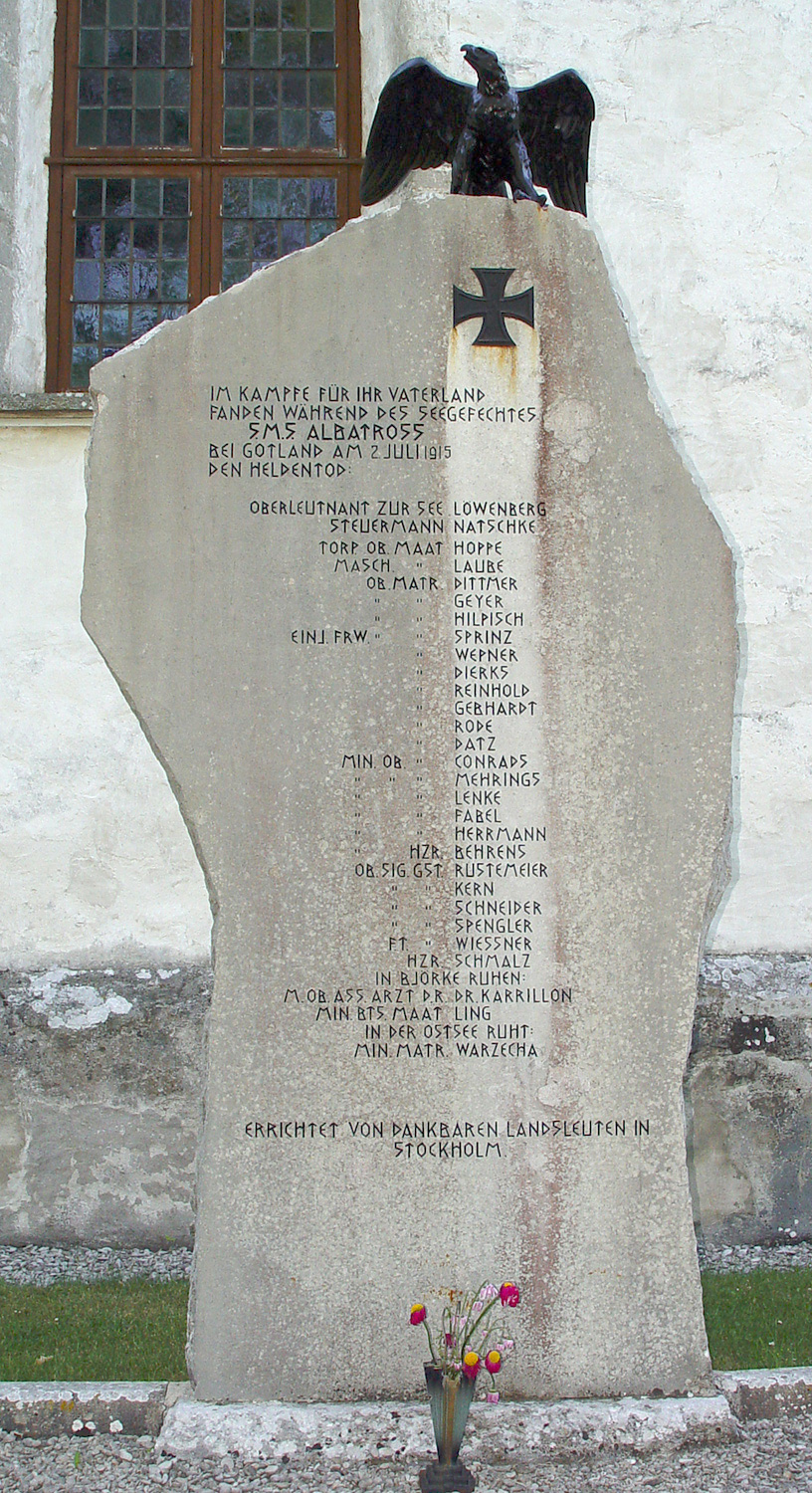
Gedenkstein auf Gotland

Nach den verschiedenen Probefahrten im Jahr 1907 wurde das Schiff dem Manöver-Geschwader mit dem Hauptliegehafen Cuxhaven zugeteilt. 1911 wurde es von dem Hansa-Dampfer Wartburg gerammt und repariert.
Gleich zu Beginn des Ersten Weltkriegs, im August 1914, warf die Albatross zusammen mit dem Kleinen Kreuzer Stuttgart eine Offensivsperre von 200 Minen in das Mündungsgebiet des Tyne. Es folgten weitere Einsätze in der südlichen Nordsee und später auch in der Ostsee.
Für den 1. Juli 1915 war geplant, eine offensive Minensperre von 180 Minen, nordöstlich und nordwestlich von Bogskär zu werfen. Auf dem Rückweg traf ein unter dem Befehl von Konteradmiral Michail Bachirew stehendes russisches Geschwader, bestehend aus den Panzerkreuzern Admiral Makarow und Bajan sowie den Geschützten Kreuzern Bogatyr und Oleg, am 2. Juli 1915 während des sogenannten Gotland-Raids vor der schwedischen Insel Gotland auf die Albatross und den Kleinen Kreuzer Augsburg sowie drei Torpedoboote. Die Russen konzentrierten ihr Feuer auf die Albatross, die schwer getroffen von ihrem Kommandanten, Fregattenkapitän West, an der gotländischen Küste auf Grund gesetzt wurde. Die Mannschaft hatte 28 Tote zu beklagen, an die ein Gedenkstein an der Kirche von Östergarn erinnert. Die Überlebenden, unter ihnen der Schiffskommandant West, wurden von den Schweden bis zum Ende des Krieges interniert.
Die Schweden schleppten das Schiff am 23. Juli 1915 nach Fårö und gaben es nach Ende des Krieges im Dezember 1918 an das Deutsche Reich zurück. Am 31. Dezember 1918 kehrte das Schiff nach Danzig zurück. Am 21. März 1921 wurde es aus der Liste der Kriegsschiffe gestrichen und danach in Hamburg abgewrackt.
In Herrvik, dem nahegelegensten Ort zur Havarie des Schiffs wurde ein Gedenkmuseum erbaut und speziell der Geschichte der Albatross gewidmet. Man findet dort Dokumente und Reliquien von Schiff und Mannschaft. Der Besuch des Museums ist kostenfrei.. https://www.albatrossmuseet.se/
Etwa 1 km südöstlich von Herrvik steht ein Gedenkstein nahe der Stelle an der die Albatross auf Grund gesetzt wurde.

## Kommandanten
- Korvettenkapitän Titus Türk: vom 19. Mai 1908 bis Oktober 1908
- Korvettenkapitän/Fregattenkapitän Karl Wedding: von Oktober 1908 bis September 1909
- Korvettenkapitän Wilhelm Adelung: von September 1909 bis 14. Januar 1910
- Fregattenkapitän Wilhelm Adelung: vom 7. April 1911 bis September 1911
- Korvettenkapitän/Fregattenkapitän Hans Klappenbach: von September 1911 bis September 1913
- Fregattenkapitän Georg West: von September 1913 bis 2. Juli 1915
- unbekannt: Überführung im Januar 1919